# Lev Oborin
Lev Nikoláyevich Oborin (en ruso: Лев Никола́евич Обо́рин; Moscú, 11 de noviembre [29 de octubre por el calendario antiguo] de 1907–Moscú, 5 de enero de 1974) fue un pianista ruso. Fue ganador del Concurso Internacional de Piano Frédéric Chopin en 1927.

## Trayectoria
La familia de Oborin se mudó con frecuencia durante su infancia. Cuando se establecieron en Moscú en 1914, lo enviaron a la escuela de música. Estudió con Yelena Gnesina, alumna de Ferruccio Busoni. Al mismo tiempo estudió composición con Aleksandr Grechanínov, alcanzando admirables resultados.
En 1921, Oborin fue aceptado en el Conservatorio de Moscú, como estudiante de piano y composición. Completó sus estudios en 1926. Ese mismo año llegaron a Moscú noticias del primer Concurso Internacional Chopin en Varsovia, y su profesor de piano, Konstantín Igúmnov, pensó en él.
Mientras estaba escribiendo su Concierto para piano, el compositor Aram Jachaturián dijo: "Cuando estaba trabajando en mi concierto soñé que lo escuchaba tocado por Lev Oborin. Mi sueño se hizo realidad en el verano de 1937. La magnífica actuación de tan destacado pianista ha asegurado su éxito.
Después de ganar el primer premio en el concurso, dio recitales en Polonia y Alemania. Hasta 1945 tocó exclusivamente en Rusia y enseñó en el Conservatorio de Moscú.
En 1935, dio su primer concierto con el violinista David Óistraj, con el que continuó colaborando durante toda su vida.
En los años 1941 a 1963, tocó en un trío con piano junto a Óistraj y el chelista Sviatoslav Knushevitski, alcanzando fama internacional.
Estrenó obras de compositores contemporáneos, incluyendo Jachaturián, Shebalín, Miaskovski, Prokófiev y Shostakóvich.
Fue profesor, entre otros, de Vladímir Áshkenazi (ganador del segundo premio en el Concurso Chopin de 1955), Mijaíl Voskresenski, Dmitri Sájarov, Aleksandr Bajchíev y Andréi Yegórov.
Oborin fue miembro del jurado de la cuarta y quinta edición del Concurso Chopin, y de otros certámenes en Moscú, Lisboa, París, Leeds y Zwickau.